# Clathria basifixa
Clathria basifixa är en svampdjursart som först beskrevs av Topsent 1913.  Clathria basifixa ingår i släktet Clathria och familjen Microcionidae.
Artens utbredningsområde är Norge. Inga underarter finns listade i Catalogue of Life.